# Université Mohammed V - Souissi
Pour les articles homonymes, voir Université Mohammed V.
L'université Mohammed V - Souissi (en arabe : جامعة محمد الخامس - السويسي) est une ancienne institution d’enseignement public supérieur et de recherche scientifique marocaine, à but non lucratif. Elle est située à Rabat, dans le campus Al Irfane.
Elle est classée 118e dans le classement régional 2016 des universités arabes (U.S.News & World Report).
Le 12 mai 2014, le décret de fusion des deux universités rabaties est signé pour une fusion effective au 1er septembre 2014, créant ainsi la nouvelle entité université Mohammed-V de Rabat.

## Historique
L'université a été officiellement inaugurée par le roi Mohammed V, le 21 décembre 1957 en tant que « université Mohammed V », avant la séparation de 1992. Le 1er septembre 2014 l'Université Mohammed V Souissi et l'Université Mohammed V Agdal ont fusionné pour donner naissance à l'université Mohammed-V de Rabat.

## Établissements
L'université Mohammed V - Souissi comprenait dix établissements, (10 premiers dans la liste ci-dessous). L'actuelle Université Mohammed V de Rabat comprend dix huit établissements dont le détail est donné dans la liste suivante :
| Établissement                                                                | Ville | Création | Ouverture |
| ---------------------------------------------------------------------------- | ----- | -------- | --------- |
| Faculté des sciences juridiques, économiques et sociales (FSJES-Souissi)     | Rabat |          |           |
| Faculté des sciences juridiques, économiques et sociales (FSJES-Salé)        | Salé  |          |           |
| Faculté de médecine et de pharmacie de Rabat (FMPR)                          | Rabat |          |           |
| Faculté de médecine dentaire de Rabat (FMDR)                                 | Rabat |          |           |
| École nationale supérieure d'informatique et d'analyse des systèmes (ENSIAS) | Rabat |          |           |
| Faculté des sciences de l'éducation (FSE)                                    | Rabat |          |           |
| École normale supérieure de l'enseignement technique de Rabat (ENSET)        | Rabat |          |           |
| Institut d'étude et de recherche pour l'arabisation (IERA)                   | Rabat |          |           |
| Institut universitaire de la recherche scientifique (IURS)                   | Rabat |          |           |
| Institut des études africaines (IEA)                                         | Rabat |          |           |
| Université Mohammed V                                                        | Rabat | 1959     | 1957      |
| Faculté des sciences juridiques, économiques et sociales - Agdal             | Rabat | 1959     | 1957      |
| Faculté des lettres et des sciences humaines                                 | Rabat | 1959     | 1957      |
| Faculté des sciences de Rabat                                                | Rabat | 1959     | 1959      |
| École Mohammadia d'ingénieurs                                                | Rabat | 1959     | 1957      |
| École supérieure de technologie                                              | Salé  | 1991     | 1993      |
| Ecole normale supérieure : ENS Takaddoum                                     | Rabat | 1978     | 1978      |
| Institut des études hispano-lusophones                                       | Rabat | 2002     | 2007      |
| Institut scientifique de Rabat                                               | Rabat | 1975     | 1920      |